# Грушівська сільська рада (Березнівський район)
Гру́шівська сільська́ ра́да — колишній орган місцевого самоврядування в Березнівському районі Рівненської області. Адміністративний центр — село Грушівка.

## Загальні відомості
- Грушівська сільська рада утворена в 1939 році.
- Територія ради: 85,147 км²
- Населення ради: 1 241 особа (станом на 2001 рік)

## Населені пункти
Сільській раді були підпорядковані населені пункти:
- с. Грушівка
- с. Ведмедівка
- с. Вільхівка
- с. Грушівська Гута
- с. Ялинівка

## Склад ради
Рада складалася з 16 депутатів та голови.
- Голова ради: Чернюшок Іван Миколайович
- Секретар ради: Лебединська Валентина Іванівна

### Керівний склад попередніх скликань
| ПІБ                         | Основні відомості                                                                     | Дата обрання | Дата звільнення |
| --------------------------- | ------------------------------------------------------------------------------------- | ------------ | --------------- |
| Чернюшок Іван Миколайович   | Сільський голова, 1970 року народження, член Народної партії                          | 26.03.2006   | 31.10.2010      |
| Шульжук Віктор Феодосійович | Сільський голова, 1968 року народження, освіта незакінчена вища, безпартійний         | 31.10.2010   | 04.12.2013      |
| Чернюшок Іван Миколайович   | Сільський голова, 1970 року народження, освіта вища, член Української Народної Партії | 25.05.2014   |                 |

Примітка: таблиця складена за даними сайту Верховної Ради України